# Captain Biceps (série télévisée d'animation)
Cet article concerne la série télévisée adaptée de la bande dessinée. Pour la bande dessinée, voir Captain Biceps.
Captain Biceps est un dessin-animé franco-suisse, tiré de l'œuvre originale de Tébo et Zep, décliné en 78 épisodes de 8 minutes et diffusée à partir du 2 janvier 2010 sur France 3 et rediffusée à partir du 8 mai 2010 sur France 4, puis du 3 janvier 2011 sur TéléTOON+.

## Synopsis
La série représente les affrontements d'un super-héros, très musclé mais peu intelligent, nommé Captain Biceps, assisté de son fidèle compagnon, Genius, face aux super-vilains pour sauver Capitaleville de la catastrophe.

## Fiche technique
- Musique: Benjamin Farley et Antoine Furet

## Personnages

### Protagonistes
- Captain « Elmer Rateaux » Biceps

Captain Biceps, personnage principal de la série, doit sauver Capitaleville des super-vilains. Il a une mâchoire carrée et porte un costume de super-héros rouge avec de grosses étoiles jaunes et possède une musculature hors du commun (rappelant vraisemblablement le costume de Captain America). Captain Biceps a parfois un comportement puéril mais n'exclut pas son courage et sa détermination.
- Genius Boy (ou simplement Genius)

Genius est le bras-droit de Captain Biceps mais aussi la tête pensante de l'équipe. Contrairement à Biceps, Genius sait exactement quoi faire durant les missions. Au fil des séries, il propose ses idées pour capturer les méchants. Même s'il ne reçoit aucun véritable mérite (car Captain Biceps n'admettra jamais qu'il est plus malin et plus intelligent que lui), Genius reste le fidèle assistant dévoué de Biceps.

### Personnages secondaires
- Raymonde : Raymonde est la mère de Captain Biceps. Pour son fils, elle est une mère poule étouffante. Bien qu'il soit 100 % opérationnel, même durant les missions, Biceps doit quand même répondre aux ordres de sa mère. Même si Raymonde blâme le fait que son fils vit encore chez sa mère, elle est, au fond d'elle, bien contente que celui-ci soit encore là. Le captain se plaint parfois mais pas trop de peur de la vexer. Elle appelle Captain Biceps Pilou quand ça va bien et Elmer quand elle est génée.

- Le président : Détendu quand il n'y a aucun danger, le président panique à la moindre catastrophe et appelle Captain Biceps à la rescousse pour sauver Capitaleville.

- Kiki : Kiki est le chien de Captain Biceps. Comme son maitre, il est peu doué. Dans la série, Biceps lui montre les bases pour devenir super-héros, mais sans succès.
- Giga Woman : C'est une super-héroine. Elle peut s'énerver très vite et électrocute aussitôt. Capitain Biceps est amoureux d'elle ce qui est réciproque. Il essaie de se rapprocher d'elle.

## Voix françaises
- Captain Biceps : Xavier Fagnon
- Genius : Emmanuel Garijo
- Raymonde : Véronique Augereau
- Le président : Bernard Métraux
- Voix additionnelles masculines : Philippe Peythieu, Christophe Lemoine, Patrice Dozier, Patrick Guillemin, Jean-Claude Donda, Michel Elias, Bruno Dubernat
- Voix additionnelles féminines : Véronique Augereau, Brigitte Lecordier

## Épisodes
1. Electrik Man
2. Le tentacule
3. Dentiste Man
4. Red Guitar
5. La guêpe
6. Taupe Man
7. Les Nuisiblozombies
8. Le bâilleur
9. Le pirate
10. Turbo Man
11. Super ménage Woman
12. Atomik Mémé
13. Détritus Man
14. Glu Man
15. Blindé Man
16. Akupunkture Man
17. Captain Elastik
18. Le souffleur
19. Mister Papier
20. Nuisiblomatics
21. Fille Man
22. Nounours Man
23. Dogman
24. Le Cuistot
25. Hyperman
26. Pacific Man
27. Le putois
28. Grokuman
29. Le crapaud
30. Beaugosse Man
31. Le perroquet
32. Barbare Man
33. Gladiateur Man
34. Chieuse Girl
35. Nuisibloraymonde
36. Adhésif Man
37. Lahonte Man
38. Secrétaire Woman
39. Bouzillator
40. La momie
41. Caporal Pec
42. Yahar
43. Le Fantôme
44. Zapette Boy
45. Le pleurnicheur
46. Acné Man
47. Le lutin
48. Tonton Béton
49. Cavernicus Brutalis
50. Représentator
51. Copy Girl
52. Zinzinfirmière
53. Croco Boy
54. Végétal Man
55. Graffitix
56. Sergent Triceps
57. Canarizilla
58. Alien
59. Nakunoeil
60. Bricolo Man
61. Monstrobubblegom
62. Lucky Man
63. Le Mexicain
64. Le maître des ombres
65. Squale Man
66. Absorb Man
67. Cow-boy Man
68. Nuisiblobiceps
69. Super Petit Pois
70. Le Sorcier
71. Supernounou
72. Recyclor
73. Nuisiblophobic
74. Le hérisson
75. Super nain de jardin
76. Le glaçon
77. Farçouille
78. Captain Détergent

## Voir également
- Les Minijusticiers
- Samson et Néon
- Titeuf